# Míriam Iscla i Aragonès
Míriam Iscla i Aragonès (Pineda de Mar, Maresme, 1966) és una actriu catalana de teatre i televisió, tot i que també ha fet doblatge.

## Biografia
Va abandonar la carrera de Medicina per dedicar-se de ple al teatre. Va cofundar la companyia T de Teatre, de la qual va ser membre durant disset anys i amb la qual va assolir èxits teatrals amb Homes, Criatures i Petits contes misògins i també amb la comèdia de situació Jet Lag. El 2008, després de deixar la companyia un cop finalitzada la temporada a Barcelona de Com pot ser que t'estimi tant, va començar a treballar com a freelance participant en diferents projectes al Teatre Nacional de Catalunya (TNC), on a part de participar en diferents muntatges tant a la Sala Gran com a la Sala Petita, també va formar part durant una temporada del projecte T6. Ha treballat també al Teatre Lliure sota les ordres de Lluís Pasqual i ha format part de diversos muntatges privats de l'escena catalana.
A la televisió ha fet personatges capitulars a diferents sèries, a banda d'interpretar el personatge de Diana durant sis temporades a Jet Lag. A part de treballar com a actriu en aquesta sèrie, va ser-ne coordinadora de guió, guionista i també en va dirigir deu capítols. Més recentment ha aparegut en altres sèries, com ara La sagrada família o Homicidios. El 2012 va rodar la minisèrie Olor de colònia, una producció de Diagonal TV i Televisió de Catalunya, basada en la novel·la homònima de Sílvia Alcàntara.
També ha format part del grup d'escriptores Germanes Quintana, amb les quals va col·laborar escrivint un conte dels llibres que publicaven a Editorial Columna.

## Carrera artística

### Amb T de Teatre
En acabar els estudis a l'Institut del Teatre, el 1991, Míriam Iscla i cinc companyes seves (Carme Pla, Mamen Duch, Rosa Gàmiz, Marta Pérez i Àgata Roca) van fundar la companyia T de Teatre, en què l'actriu també va col·laborar com a autora d'alguns textos. Durant els disset anys en què va ser membre de la companyia va actuar en obres teatrals que van tenir molt d'èxit, no només a Catalunya, sinó també a Madrid i a Buenos Aires, com Petits contes misògins, de Patricia Highsmith o Homes i Criatures (1997).
El 2001 TV3 va començar a emetre la sèrie de televisió Jet Lag, creació de la companyia, que va tenir tant d'èxit que, després de la primera temporada, se'n van fer cinc més. Durant aquesta aventura, Míriam Iscla es va estrenar com a directora, coordinadora de guions i guionista.

### Després de T de Teatre
El 2008, després de la temporada de Com pot ser que t'estimi tant al Teatre Poliorama, Míriam Iscla va deixar la companyia T de Teatre per afrontar nous reptes com a actriu freelance. De fet, ja havia actuat en dues obres fora de la companyia mentre n'era membre: Les falses confidències de Pierre de Marivaux, al TNC sota la direcció de Sergi Belbel, i Leonce i Lena de Georg Büchner a la Sala Muntaner, dirigida per Pep Pla durant el Festival Grec de Barcelona. El 2009 va començar la temporada al TNC amb l'obra de Juli Vallmitjana El casament d'en Terregada i després va participar en el projecte T6. En el marc d'aquest projecte, la primera obra en què va actuar va ser M de Mortal de Carles Mallol. El personatge que interpretava era una superheroïna que s'havia d'enfrontar amb el dilema de salvar el món o la seva relació de parella. L'estrena següent va ser A mi no em diguis amor, de Marta Buchaca, en què va tenir un paper secundari. Míriam va concloure aquella temporada amb Lluny de Nuuk, de Pere Riera, amb qui va començar una relació professional fructífera.
A la temporada 2010-2011, l'actriu va seguir amb la companyia T6, però, a causa d'altres compromisos, va participar només en una obra del projecte: Una història catalana, de Jordi Casanovas, en què interpretava el personatge de Núria de Farràs, una noia tancada i desconfiada que viu a la muntanya. L'obra va ser un èxit de públic i de crítica.
Va actuar a Celebració, la darrera obra que va escriure Harold Pinter, que es va estrenar el desembre de 2010 sota la direcció de Lluís Pasqual al festival Temporada Alta i un mes més tard al Teatre Lliure de Gràcia.
Al final de la temporada 2010-2011 l'actriu, juntament amb altres companys seus, va deixar la companyia T6. La temporada següent (2011-2012) Míriam Iscla va estrenar La ciutat, de Martin Crimp, sota la direcció de Víctor Muñoz a la Sala Beckett i va continuar al Teatre Lliure en Quitt, obra de Peter Handke i dirigida novament per Lluís Pasqual. Cap al final de la temporada, Quitt es va estrenar a Madrid al Teatre Valle-Inclán Centro Dramático Nacional (CDN).
L'octubre de 2012 l'actriu va tornar al TNC, aquest cop a la Sala Petita sota les ordres d'Àlex Rigola en una versió lliure de Macbeth (titulada MCBTH) de William Shakespeare. Aquesta versió, plena de simbolismes, s'havia presentat dies abans en el festival Temporada Alta 2012 al Teatre de Salt, en una estrena que el mateix Rigola va qualificar de desastrosa i per la qual va disculpar-se a través de les xarxes socials. En el TNC, l'obra es va presentar amb un muntatge polit; tot i així, les crítiques no van ser gaire bones. La tardor de 2012 Míriam Iscla va tornar va tornar a participar al festival Temporada Alta Girona, en el qual va estrenar Red Pontiac, de Pere Riera comèdia que l'any 2011 va ser semifinalista del Primer Torneig de Dramatúrgia Catalana. Aquesta obra en què Míriam Iscla va compartir escena amb Cristina Cervià, va fer després una gira que va acabar en el Teatre Poliorama de Barcelona, on van estar en cartell durant un mes.
El 8 de maig de 2013 al Teatre Nacional de Catalunya Míriam Iscla va estrenar Barcelona, de Pere Riera, en què va compartir escenari amb Emma Vilarasau, Pepa López, Jordi Banacolocha, Pep Planas, Anna Moliner i Carlos Cuevas, entre d'altres. L'obra va ser un èxit rotund i a la temporada següent es va traslladar al Teatre Goya; juntament amb Els feréstecs, va ser l'espectacle amb més nominacions als Premis Butaca de 2013, en els quals Míriam Iscla aspirava al guardó a la millor actriu.
A part de Jet Lag, l'actriu ha aparegut en altres sèries en diferents canals com ara La sagrada família (TV3) o Homicidios (Tele 5). El 2012 va participar en la minisèrie Olor de colònia, basada en la novel·la homònima de Sílvia Alcàntara, que al Zoom Festival de 2012 va guanyar el premi a la millor minisèrie.

## Premis i distincions
L'any 2022 Míriam Iscla va rebre el Premi Memorial Margarida Xirgu per la seva interpretació en muntatges com Crim i càstig i Les bones intencions, que es van representar aquella temporada. Aquell mateix any va obtenir el premi Butaca a la millor actriu de repartiment pel seu paper a Crim i càstig.

## Interpretacions

### Teatre
T de Teatre
- 1991-1993: Petits contes misògins,[35][36] de Patricia Highsmith. Direcció: Pere Sagristà. Guardonat amb el Premi de la Crítica de Barcelona a la millor revelació teatral de la temporada.[36]
- 1994-1997: Homes,[35][36] de T de Teatre. Coautora del text Ai, Homes! Direcció: Sergi Belbel.
- 1998-2001: Criatures, de T de Teatre, amb textos de Sergi Belbel, Paco Mir, Jordi Mollà, Joan Ollé, Pere Peyró, David Plana, i ella mateixa ("Vida de mare"). Direcció: David Plana i T de Teatre.[35][37]
- 2003-2004: Això no és vida!, de T de Teatre. Direcció: David Plana.[38][36]
- 2006: 15!, de T de Teatre. Coautora de diferents textos. Direcció: Sergi Belbel i T de Teatre.[36]
- 2007-2008: Com pot ser que t'estimi tant, de Javier Daulte. Direcció: Javier Daulte.[10][38][36]

Projecte T6
- 2010: M de Mortal, de Carles Mallol. Direcció: Carles Mallol. Teatre Nacional de Catalunya, Sala Tallers, Barcelona[38][39]
- 2010: A mi no em diguis amor, de Marta Buchaca. Direcció: Marta Buchaca. Teatre Nacional de Catalunya, Sala Tallers, Barcelona[14][38]
- 2010: Lluny de Nuuk, de Pere Riera. Direcció: Pere Riera. Teatre Nacional de Catalunya, Sala Tallers, Barcelona[38][39]
- 2011: Una història catalana, de Jordi Casanovas. Direcció: Jordi Casanovas. Teatre Nacional de Catalunya, Sala Tallers, Barcelona[15][39]

Altres obres

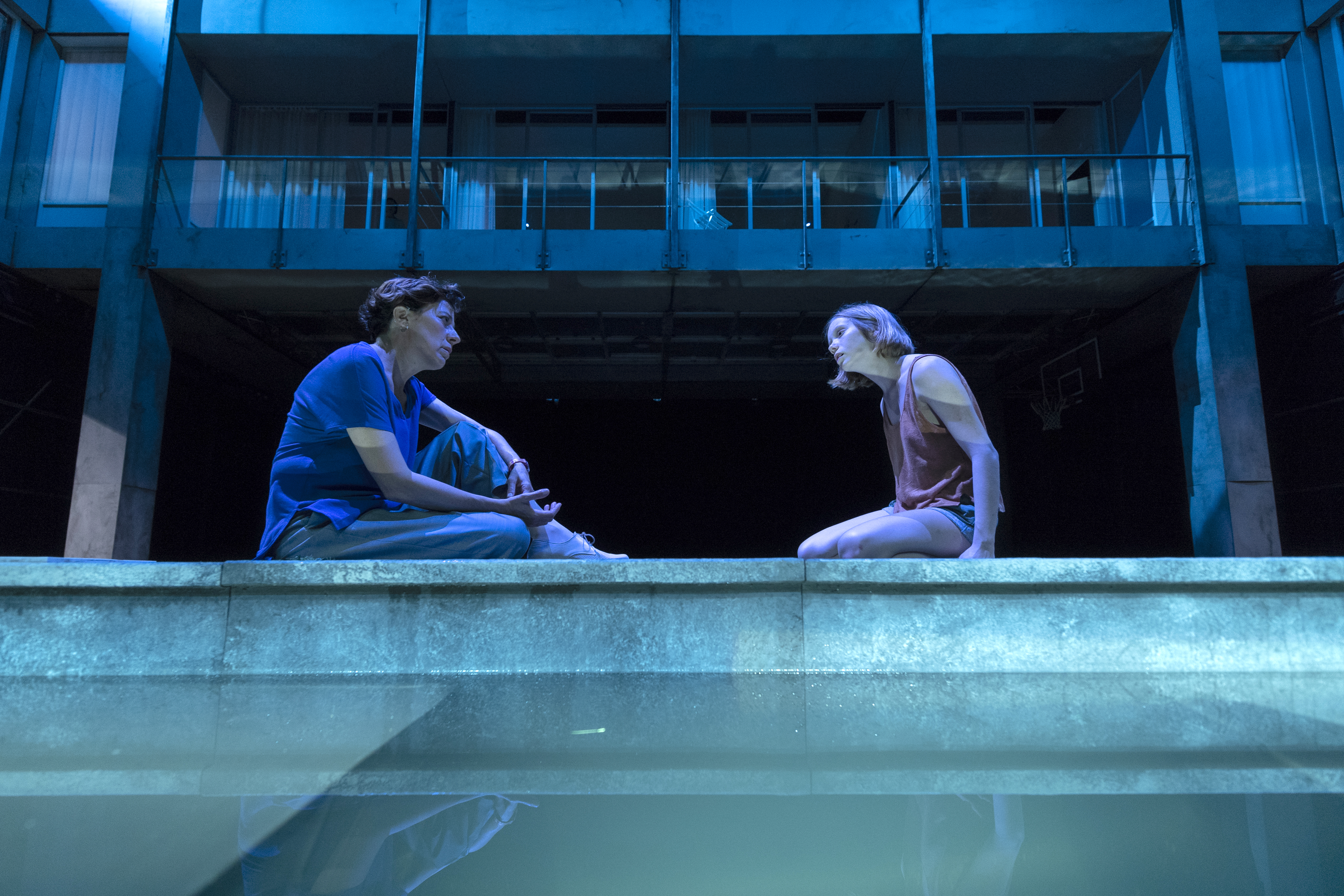
Míriam Iscla i Laia Manzanares a Temps salvatge, de Josep Maria Miró i Coromina, representada al Teatre Nacional de Catalunya (2018)

- 1989: Paraula de poeta: Muntatge de poemes de Maria Mercè Marçal. Direcció: Jordi Mesalles.[39]
- 1990: Línia roja. Teatre de l'Ocàs, de Volker Ludwig i Birger Heymann. Direcció: Miguel Casamayor i Teresa Vilardell. Teatre Condal, Barcelona[39]
- 1991: Teatre Natural d'Oklahoma, de Franz Kafka. Direcció: Luis Miguel Climent. Sala Beckett, Barcelona[39]
- 1992: El desengany, de Francesc Fontanella. Direcció: Domènec Reixac. Teatre Romea, Barcelona[39]
- 2001: Després ve la nit, de David Plana. Direcció: David Plana. Temporada Alta, Girona, i Sala Beckett, Barcelona[4][39]
- 2005: Les falses confidències, de Pierre de Marivaux. Direcció: Sergi Belbel. Teatre Nacional de Catalunya, Sala Gran, Barcelona[39]
- 2007: Leonce i Lena, de Georg Büchner. Direcció: Pep Pla. Sala Muntaner, Festival Grec de Barcelona[39]
- 2009: El casament d'en Terregada, de Juli Vallmitjana. Direcció: Joan Castells. Teatre Nacional de Catalunya, Sala Petita, Barcelona[11][38]
- 2010: Celebració, de Harold Pinter. Direcció: Lluís Pasqual. Temporada Alta, Girona, i Teatre Lliure, Barcelona[39]
- 2011: La ciutat, de Martin Crimb. Direcció: Víctor Muñoz. Sala Beckett, Barcelona[38][39]
- 2012: Quitt, de Peter Handke. Direcció: Lluís Pasqual. Teatre Lliure Barcelona / CDN, Madrid[18][38]
- 2013: MCBTH, de William Shakespeare. Direcció: Àlex Rigola. Temporada Alta, Girona, Teatre Nacional de Catalunya, Sala Petita, Barcelona[38]
- 2013: Red Pontiac, de Pere Riera. Direcció: Pere Riera. Temporada Alta, Girona, Teatre Poliorama, Barcelona[22][23]
- 2013: Barcelona, de Pere Riera. Direcció: Pere Riera. Teatre Nacional de Catalunya, Sala Gran, Barcelona,[26][40] i Teatre Goya, Barcelona[41]
- 2014: El zoo de vidre, de Tennessee Williams. Direcció: Josep Maria Pou. Teatre Goya Codorniu, Barcelona[42]
- 2018: Temps salvatge, de Josep Maria Miró. Direcció: Xavier Albertí. Teatre Nacional de Catalunya, Sala Gran, Barcelona.[43]
- 2021: Galatea, de Josep Maria de Sagarra. Direcció: Rafel Duran. Teatre Nacional de Catalunya, Sala Petita, Barcelona.[44]
- 2021: Alguns dies d'ahir, de Jordi Casanovas. Direcció: Ferran Utzet. Sala la Villarroel, Barcelona.
- 2022: Crim i càstig, de Fiódor Dostoievski. Direcció i adaptació de Pau Carrió. Sala Fabià Puigserver, Teatre Lliure, Barcelona.[45]
- 2022: Les bones intencions, de Marc Artigau. Direcció de Joan M. Segura i Bernadas. Centre de les Arts Lliures-Fundació Joan Brossa, Barcelona.

### Televisió
Sèries
- 1993: Los ladrones van a la oficina (Antena 3) - capítol "Pasaporte a la oficina"[46]
- 1998: Laura (TV3) - capítol "#2.12"[39]
- 2000: El comisario (Tele5) - capítol "Cosas a las que uno nunca se acostumbra"[39]
- 2001-2006: Jet Lag (TV3): Diana; de T de Teatre[36]
- 2010: La sagrada família (TV3): Sílvia - capítol "El pingüí emperador"; de Dagoll Dagom[47][39]
- 2011: Homicidios (Tele5): Laura - capítol "La mano derecha ensangrentada"[30]
- 2012: Olor de colònia (TV3): Matilde; dirigida per Lluís Maria Güell i interpretada per Pep Planas i Maria Molins[31][32]
- 2015 Habitacions tancades: Antonia; minisèrie[48]
- 2017 Vida privada (TVC): Dorotea; minisèrie
- 2018-2019: Com si fos ahir (TVC): Marina[49]

Telefilms
- 2013: Un cuento de Navidad (TVE), dirigida per Sílvia Quer,[50] i interpretada per Pere Ponce, Pep Anton Muñoz, Marc Cartes i Sílvia Bel, entre altres[51]
- 2015: La Xirgu (TVC): Natàlia, dirigida per Sílvia Quer
- 2017: La Víctor (TVC): Víctor Català / ella mateixa, dirigida per Francesc Escribano
- 2022: Alguns dies d'ahir, de Jordi Casanovas. Adaptació de l'obra teatral dirigida per Kiko Claverol. TV3